# 市丸瑞希
市丸 瑞希（いちまる みずき、1997年5月8日 - ）は、大阪府茨木市出身のサッカー選手。FC SONHO 川西所属。ポジションはミッドフィールダー。

## 来歴

### プロ入り前
中学時代からガンバ大阪のアカデミーに所属。ジュニアユースでは、2012年に史上初となるU-15年代全国3冠を達成。この頃から配球役としては世代屈指のレベルで、同年12月にはU-16日本代表候補合宿に召集された。
2013年ユースに昇格し、高校2年の2014年4月にトップチームに2種登録された。若手中心の先発メンバーとなった4月16日のナビスコカップの鳥栖戦では、出場機会こそなかったもののベンチ入りした。ユースでは3年次に主将を務め、正確なボールコントロールに巧みなパスセンスで攻撃を組み立てる世代トップレベルのゲームメーカーとして活躍し、同様のプレースタイルでトップチームを長年牽引する遠藤保仁の後継者として注目を集めた。2015年11月24日、2016年シーズンからのトップチーム昇格内定が発表された（同期昇格は高木彰人、初瀬亮、堂安律）。

### ガンバ大阪
2016年よりガンバ大阪に入団した。3月13日、J3開幕戦のY.S.C.C.横浜戦でプロ入り初先発。9月18日、J3第22節の鹿児島ユナイテッド戦でプロA契約を達成した。
2017年6月21日、天皇杯2回戦のヴェルスパ大分戦でトップチームデビューを果たした。8月13日、第22節のジュビロ磐田戦でJ1初先発初出場を果たした。
2018年2月24日、開幕戦の名古屋グランパス戦でプロ入り初のJ1開幕戦にスタメン出場を果たし、その後はルヴァンカップ2試合を含めトップチームの公式戦6試合連続でスタメン出場を続けていたが、3月18日のJ1第4節の柏レイソル戦で前半に負傷し、途中交代を余儀なくすると、その後はJ1リーグ戦の出場機会はなかった。
2019年5月1日、FC岐阜に育成型期限付き移籍で加入することを発表した。5月19日、第14節のジェフユナイテッド市原・千葉戦で移籍後初出場を果たした。
2020年1月7日、ガンバ大阪に復帰。6月28日、J3第1節カマタマーレ讃岐戦で1点ビハインドの75分、唐山翔自へのクロスボールがそのままゴールに吸い込まれ、当初の記録は唐山の得点だったが、後に自身の得点に変更され、Jリーグ初得点を記録。

### FC琉球
2020年8月24日、FC琉球に期限付き移籍により加入した。8月29日、第15節のモンテディオ山形戦で移籍後初出場を果たした。
2021年、FC琉球へ完全移籍。2021年11月26日、契約満了による退団が発表。同年12月9日には、フクダ電子アリーナで行われたJリーグ合同トライアウトに出場した。

### VONDS市原
2022年1月22日、VONDS市原に加入することが発表された。11月14日に契約満了が発表された。
2023年2月1日、現役引退が発表され今後は指導者を目指すとコメントした。

### FC SONHO 川西
2023年2月12日、現役を続行し兵庫県社会人サッカーリーグ2部に所属するFC SONHO 川西に加入することが発表された。同年はリーグ戦6試合に出場し2得点を記録。チームはリーグ戦2位となり、兵庫県1部リーグ昇格に貢献した。

### 日本代表
2016年、AFC U-19選手権に出場するU-19日本代表メンバーに選出される。10月21日、グループリーグ突破がかかったU-19カタール戦ではボランチとして初先発し、縦パスでリズムを作り3-0の勝利に貢献。2017年5月、FIFA U-20ワールドカップのメンバーに選出。5月27日、U-20イタリア戦では堂安律の得点を演出した。

## 所属クラブ
- 玉櫛JSC
- 2010年 - 2012年 ガンバ大阪ジュニアユース
- 2013年 - 2015年 ガンバ大阪ユース（追手門学院高等学校）
  - 2014年 - 2015年 ガンバ大阪（2種登録選手）
- 2016年 - 2020年  ガンバ大阪
  - 2019年 - 同年12月  FC岐阜（育成型期限付き移籍）
  - 2020年8月 - 同年12月  FC琉球（期限付き移籍）
- 2021年  FC琉球
- 2022年  VONDS市原
- 2023年  FC SONHO 川西

## 個人成績
| 国内大会個人成績 | 国内大会個人成績 | 国内大会個人成績 | 国内大会個人成績 | 国内大会個人成績 | 国内大会個人成績 | 国内大会個人成績 | 国内大会個人成績 | 国内大会個人成績 | 国内大会個人成績 | 国内大会個人成績 | 国内大会個人成績 |
| 年度             | クラブ           | 背番号           | リーグ           | リーグ戦         | リーグ戦         | リーグ杯         | リーグ杯         | オープン杯       | オープン杯       | 期間通算         | 期間通算         |
| 年度             | クラブ           | 背番号           | リーグ           | 出場             | 得点             | 出場             | 得点             | 出場             | 得点             | 出場             | 得点             |
| 日本             | 日本             | 日本             | 日本             | リーグ戦         | リーグ戦         | リーグ杯         | リーグ杯         | 天皇杯           | 天皇杯           | 期間通算         | 期間通算         |
| ---------------- | ---------------- | ---------------- | ---------------- | ---------------- | ---------------- | ---------------- | ---------------- | ---------------- | ---------------- | ---------------- | ---------------- |
| 2016             | G大阪            | 36               | J1               | 0                | 0                | 0                | 0                | 0                | 0                | 0                | 0                |
| 2017             | G大阪            | 36               | J1               | 1                | 0                | 2                | 0                | 1                | 0                | 4                | 0                |
| 2018             | G大阪            | 17               | J1               | 4                | 0                | 5                | 0                | 0                | 0                | 9                | 0                |
| 2019             | G大阪            | 17               | J1               | 0                | 0                | 0                | 0                | 0                | 0                | 0                | 0                |
| 2019             | 岐阜             | 37               | J2               | 14               | 0                | -                | -                | 1                | 0                | 15               | 0                |
| 2020             | G大阪            | 23               | J1               | 0                | 0                | 1                | 0                | 0                | 0                | 1                | 0                |
| 2020             | 琉球             | 29               | J2               | 27               | 0                | -                | -                | -                | -                | 27               | 0                |
| 2021             | 琉球             | 29               | J2               | 10               | 0                | -                | -                | 1                | 0                | 11               | 0                |
| 2022             | V市原            | 34               | 関東1部          | 4                | 0                | -                | -                | -                | -                | 4                | 0                |
| 2023             | 川西             | 17               | 兵庫県2部        | 6                | 2                | -                | -                | -                | -                | 6                | 2                |
| 2024             | 川西             | 17               | 兵庫県1部        | 6                | 0                | -                | -                | -                | -                | 6                | 0                |
| 2025             | 川西             | 17               | 兵庫県1部        |                  |                  | -                | -                | -                | -                |                  |                  |
| 通算             | 日本             | 日本             | J1               | 5                | 0                | 8                | 0                | 1                | 0                | 14               | 0                |
| 通算             | 日本             | 日本             | J2               | 51               | 0                | -                | -                | 2                | 0                | 53               | 0                |
| 通算             | 日本             | 日本             | 関東1部          | 4                | 0                | -                | -                | -                | -                | 4                | 0                |
| 通算             | 日本             | 日本             | 兵庫県1部        | 6                | 0                | -                | -                | -                | -                | 6                | 0                |
| 通算             | 日本             | 日本             | 兵庫県2部        | 6                | 2                | -                | -                | -                | -                | 6                | 2                |
| 総通算           | 総通算           | 総通算           | 総通算           | 72               | 2                | 8                | 0                | 3                | 0                | 83               | 2                |

その他の公式戦
| 2016   | G大23  | 36     | J3     | 21 | 0 | 21 | 0 |
| 2018   | G大23  | 17     | J3     | 20 | 0 | 20 | 0 |
| 2019   | G大23  | 17     | J3     | 7  | 0 | 7  | 0 |
| 2020   | G大23  | 23     | J3     | 10 | 1 | 10 | 1 |
| 通算   | 日本   | 日本   | J3     | 58 | 1 | 58 | 1 |
| 総通算 | 総通算 | 総通算 | 総通算 | 58 | 1 | 58 | 1 |

| 国際大会個人成績 | 国際大会個人成績 | 国際大会個人成績 | 国際大会個人成績 | 国際大会個人成績 |
| 年度             | クラブ           | 背番号           | 出場             | 得点             |
| AFC              | AFC              | AFC              | ACL              | ACL              |
| ---------------- | ---------------- | ---------------- | ---------------- | ---------------- |
| 2016             | G大阪            | 36               | 0                | 0                |
| 2017             | G大阪            | 36               | 0                | 0                |
| 通算             | AFC              | AFC              | 0                | 0                |

- 2022年
  - 千葉県サッカー選手権大会 1試合0得点

出場歴
- Jリーグ初出場 - 2016年3月13日 J3第1節 vsY.S.C.C.横浜（市立吹田サッカースタジアム）
- Jリーグ初得点 ‐ 2020年6月28日 J3第1節 vsカマタマーレ讃岐（Pikara スタジアム）

## タイトル

### クラブ
ガンバ大阪ジュニアユース
- 関西サンライズリーグ：3回（2010年 - 2012年）
- JFAプレミアカップ：1回（2012年）
- 日本クラブユースサッカー選手権：1回（2012年）
- 高円宮杯全日本ユース選手権：1回（2012年）

ガンバ大阪ユース
- 高円宮杯プレミアリーグWEST：1回（2015年）

### 代表
U-19日本代表
- AFC U-19選手権：1回（2016年）

### 個人
- メニコンカップ クラブユース東西対抗戦 MVP（2012年）

## 代表歴
- U-16日本代表
  - 第14回豊田国際ユースサッカー大会（2013年）
  - モンテギュー国際大会（2013年）
  - チッタディグラディスカ国際大会（2013年）
- U-17日本代表
  - UAE Junior Friendly Tournament（2013年）
  - 第18回国際ユースサッカー in 新潟（2014年）
  - サニックス杯国際ユースサッカー大会（2014年）
- U-19日本代表
  - 水原JSカップ U-19国際ユースサッカー大会（2016年）
  - Panda Cup（2016年）
  - NTC招待大会（2016年）
  - AFC U-19選手権（2016年）
- U-20日本代表
  - ドイツ遠征（2017年）
  - FIFA U-20ワールドカップ（2017年）
  - AFC U-23選手権2018 (予選)（2017年）
- U-21日本代表
  - スポーツ・フォー・トゥモロー（SFT）プログラム 南米・日本U-21サッカー交流（2018年）